# Brasil Econômico
Brasil Econômico foi um jornal brasileiro especializado em economia do Portal IG. Ele pertence a Empresa Jornalística Econômico S.A, que publica no Brasil também o O Dia, jornal carioca, e o Meia Hora (Brasil). A EJESA lançou o Brasil Económico a 8 de Outubro, Desde a sua fundação, em 8 de outubro de 2009, o Brasil Econômico cresceu rapidamente, e já se tornou o segundo maior jornal financeiro do país, atrás do Valor Econômico.
Em 14 de julho de 2015, a empresa proprietária anunciou o fechamento do jornal, sendo que sua última edição deverá ser em 18 de julho de 2015.
É relevante salientar que o site agora redireciona para a página de economia do portal iG, apesar de manter o nome Brasil Econômico no topo da página.

## Colunistas
- Heloisa Vilela
- Erica Ribeiro
- Nelson Vasconcelos
- Chico Silva
- Rogério Studart
- Marcellus Leitão
- Nadja Sampaio
- Fábio Dobbs
- Carlos Thadeu de Freitas
- Julio Gomes de Almeida
- Marcia Disitzer
- Florência Costa
- Ricardo Cota
- Luiz Sérgio Guimarães
- Octávio Costa
- José Negreiros